# Phoma astragali
Phoma astragali är en lavart som beskrevs av Cooke & Harkn. 1885. Phoma astragali ingår i släktet Phoma, ordningen Pleosporales, klassen Dothideomycetes, divisionen sporsäcksvampar och riket svampar.   Inga underarter finns listade i Catalogue of Life.